# 釘崎野薔薇
釘崎野薔薇是日本漫畫家芥見下下創作的漫畫《咒術迴戰》中的虛構角色。她是東京都立咒術高等專門學校的一年級學生，是五條悟的學生，虎杖悠仁和伏黑惠的同學。釘崎和樂於助人的虎杖及內斂堅忍的伏黑相比，她的個性我行我素、衝動暴躁，但同樣堅強且獨立。
在《咒術迴戰》改編動畫中，釘崎的日語配音是瀨戶麻沙美，台灣華語配音為楊詩穎，香港粵語配音為李詩婷，英語配音是安妮·亞科，包括她在內，該作品裡不少女性角色都受到評論家的廣泛好評，評論指出她比其他少年漫畫的女性角色更具有層次和真實性。

## 概念與創作
根據作者芥見下下所言，「釘崎」的「釘」指的是釘子，而「野薔薇」是「狂野的薔薇」，這個姓名表示角色既桀驁不馴又旖旎優美，而芥見在想到她的姓名時，也同時發想出她的能力。芥見認為釘崎的對白是三位主要角色中最容易創作的，但她的動作場景畫起來最棘手。釘崎被設定成非常嚮往東京的人，和釘崎的祖母希望讓釘崎在鄉下平安長大的願望呈現出鮮明對比，因為芥見認為這很有趣，便做出如此設計。
比起另外兩位主要角色，釘崎更忠於自己的想法，她更常展現自己真實的一面。例如在與京都學校的交流會中，她表示自己不會依照別人的期望而活，會永遠做自己。按照芥見所說，日本搖滾樂團Sunny Day Service的歌曲〈青春狂走曲〉以及日本歌手日食夏子的歌曲〈那間百貨〉（日语：あのデパート）是對釘崎的最佳寫照，〈那間百貨〉這首軟式搖滾風格的歌曲以有力、節奏鮮明的鋼琴搭配發自內心唱出的歌聲，展現出強烈的對比，就如同在鄉下長大、富有創造性的釘崎一樣。
釘崎的日語配音員瀨戶麻沙美認為自己的個性和衝動的釘崎南轅北轍，而且她平常說話時輕聲細語，所以她在配音時努力地想掌握釘崎的聲音特質。而釘崎的英語配音員安妮·亞科指出「（釘崎）她充滿自信、時髦、尖酸刻薄，我喜歡她的全部。我也很欣賞她和虎杖、伏黑的互動，因為她和兩人的互動完全不受性別影響。所以雖然她是團隊中的「女孩子」，但沒有人會瞧不起她，也沒有人視她為弱者」。亞科還提到釘崎離家後的自我探索之旅，她表示「我是在離開家後才真正獨立自主，我認為釘崎想要成長，不僅是指身為咒術師的她，也是指身為人的她，而且她很久以前就超越自己的家鄉了」。

## 劇情表現
釘崎野薔薇初次登場於漫畫第3話。她搭車抵達東京，在導師五條介紹下認識同學虎杖和伏黑，並幫助虎杖從公寓裡救出一個孩子。在〈咒胎戴天〉篇中，釘崎雖然和同學們一起執行任務，但立刻就因為敵人的能力而與他們分散。之後她和二年級學生一起訓練，並參加與京都學校的交流活動。她交流活動中與京都的學生對戰，並揚言自己不會把社會對女性咒術師的不成文規範放在眼裡，而是會活出自我。在〈起首雷同〉篇中，釘崎和虎杖聯手使出了「黑閃」，殺死該篇章的主要敵人。事後她注意到敵人並非靈體，而是有著人類血統，但她表示自己並不後悔在這樣的情況下殺死對方。
在〈澀谷事變〉篇中，咒靈對人類發動戰爭，而釘崎是被派去參戰的咒術師之一。她與其他咒術師協力作戰，並在最後遇到由對人類的負面情緒產生的咒靈「真人」的分身，因其不具備本體具有重塑靈魂和改造他人肉體的能力，使釘崎成功以術式重創分身，連同本體也遭受傷害。之後釘崎在追逐逃跑的分身途中因死角緣故，沒注意到分身已與本體交換位置，而在戰鬥中疏於防備，被真正的真人觸碰了臉，這讓她想起了曾經交好的沙織，從東京來到釘崎故鄉的沙織遭受當地居民的排斥，並因此離開當地，這成了釘崎童年時最大的遺憾。在釘崎清醒後，真人術式的效果炸開了她的左眼，生命垂危，之後被趕來的新田以術式將身體狀態維持，並被帶離戰場。
在〈人外魔境新宿決戰〉篇最後，以左眼配戴眼罩的形象加入戰局，以芻靈咒法遠距離打擊宿儺，使虎杖發動靈魂「解」重創被共鳴影響的宿儺。決戰過後，從五條的遺筆信獲知行蹤不明的母親下落。在故事正篇尾聲，虎杖、伏黑、釘崎仍以三人合作的行動模式幫助被詛咒所苦的人們。
芥見下下在加筆篇「尾聲 釘崎野薔薇」補述釘崎後來和離家多年的母親在某家餐館再度相會，母女對話期間，透露釘崎的母親多年前因為沒有咒術才能和熱衷享樂，加上害怕釘崎的外祖母，才將釘崎丟給釘崎的外祖母照顧並獨自在外過著飲酒作樂釣男人的生活，卻未料釘崎不為其所動還抱著看好戲的心態有備而來，結果釘崎的外祖母現身在母女倆聚會的餐廳，令釘崎的母親飽受驚嚇，也讓釘崎露出開心的笑容。

## 能力
釘崎的標誌性武器是金屬製的槌子、釘子和芻靈人偶，只要能取得對手身上的一部份，她透過把釘子敲進附有該部分的人偶裡，藉此進行遠距離詛咒攻擊，此能力稱為「共鳴」。此外，釘崎也很能忍受疼痛，亦不懼怕使用自殘式的攻擊。釘崎還曾經使用「黑閃」，當目標遭受到的物理攻擊和咒力攻擊產生0.000001秒內的時間差時，就會產生黑閃，其威力是普通攻擊的2.5次方。

## 迴響
電子遊戲網站Polygon的安娜·迪亞茲（Ana Diaz）讚許《咒術迴戰》中對女性角色的描述，她認為釘崎回應社會對性別角色標準的場景不僅切中要害也令人驚嘆，她表示「這一段的後勁十足，因為《咒術迴戰》透過呈現各種女性視角，讓作品往性別比喻以外的領域跨出一步」。CBR的科姆拉·垮（Komla Kwao）稱讚作品不僅僅是把釘崎刻劃成「愛慕虛榮、自我中心的女高中生」，而她和咒術師禪院真希也「並未因為都是女性而強行對立，而是全心全意地擁抱對方」。動畫動機（AnimeMotivation）的西奧·J·艾力斯（Theo J Ellis）認為釘崎「毫無疑問是個獨立的個體，永遠不會淪為需要騎士拯救的女孩」。
《Game Rant》的巴雷特·愛德華·史密斯（Barrett Edwards Smith）指出「儘管釘崎個性盛氣凌人，但她仍擁抱她的女性特質」，並認為她不是「算不算是傳統女性」這種簡單的程度。另外還有些評論讚許釘崎「聲音嘹亮、積極強硬，而且總是勇於表現自我，而且不單只是看起來很屌的戰士」。動畫新聞網的詹姆斯·貝克特（James Beckett）因為釘崎在故事中的突出表現和好鬥性格，而將她列為自己2021年最喜歡的動畫角色。